# Венесла
Венесла (норв. Vennesla) је насељено место у Норвешкој у округу Западни Агдер. Има статус града од 1964.

## Партнерски градови
- Сало